# Taviodes discomma
Taviodes discomma là một loài bướm đêm trong họ Noctuidae.